# Myriam Casanova
Myriam Casanova (ur. 20 czerwca 1985 w Altstätten) – szwajcarska tenisistka.
Zadebiutowała w 1999 roku w turnieju ITF w szwajcarskim Schlieren, w którym zagrała dzięki "dzikiej karcie". Przegrała w pierwszym meczu ze swoją o rok starszą siostrą, Danielą. Rok później, w turnieju ITF w Zadarze po przejściu eliminacji, została pokonana w pierwszej rundzie, ponownie przez swoją siostrę. Sezon 2001 przyniósł jej pierwsze sukcesy w postaci trzech wygranych turniejów ITF w grze pojedynczej i trzech w podwójnej. W następnych latach wygrała jeszcze trzy turnieje singlowe tej rangi, natomiast w deblu nie wygrała już żadnego turnieju.
W 2001 roku zagrała dwukrotnie w kwalifikacjach do turniejów WTA, dwukrotnie odpadając w 1. rundzie. W kwietniu 2002, grając jako kwalifikantka, doszła do finału turnieju Gaz de France Budapest Grand Prix w Budapeszcie, gdzie przegrała z Martiną Müller. W czerwcu zagrała w wielkoszlemowym Wimbledonie i awansowała do trzeciej rundy, pokonując Henrieta Nagyovą i Barbarę Schett. Tydzień później, w Brukseli, wygrała turniej French Community Championships. W finale wygrała z Arantxą Sánchez Vicario.
Reprezentowała również swój kraj w rozgrywkach Pucharu Federacji i na igrzyskach olimpijskich w Atenach.

## Wygrane turnieje WTA
|    | Data       | Turniej                                 | Kat.         | ($)     | Naw.   | Finalistka              | Wynik         |
| 1. | 14/07/2002 | Bruksela French Community Championships | Kategoria IV | 140 000 | ziemna | Arantxa Sánchez Vicario | 4:6, 6:2, 6:1 |